# 伊西廖
伊西廖（義大利語：Issiglio），是意大利都灵省的一个市镇。总面积5平方公里，人口414人，人口密度82.8人/平方公里（2009年）。ISTAT代码为001124。